# Over bjoergvin graater himmerik
Over Bjoergvin Graater Himmerik er det andet studiealbum fra det norske black metal-band Taake, udgivet nytårsdag 2002. Det blev også udgivet som vinyl i et begrænset oplag på 500 eksemplarer af Perverted Taste. I 2007 blev albummet genudgivet som digipak.
På omslaget står albummets titel skrevet som ...Bjoergvin... – anden del af trilogien bestående af Nattestid... ...Bjoergvin... ...Doedskvad. Albummet består, ligesom de to andre i trilogien, af syv unavngivne 'dele'.

## Spor
Alle sange er skrevet og komponeret af Ulvhedin Hoest
1. "Over Bjoergvin Graater Himmerik I" – 04:52
2. "Over Bjoergvin Graater Himmerik II" – 06:41
3. "Over Bjoergvin Graater Himmerik III" – 06:12
4. "Over Bjoergvin Graater Himmerik IV" – 06:31
5. "Over Bjoergvin Graater Himmerik V" – 06:23
6. "Over Bjoergvin Graater Himmerik VI" – 04:02
7. "Over Bjoergvin Graater Himmerik VII" – 04:24